# De druïdenvoet
De druïdenvoet is een  stripverhaal uit de reeks van Jerom.

## Locaties
Dit verhaal speelt zich af op de volgende locaties:
- Bretagne, Locronan

## Personages
In dit verhaal spelen de volgende personages mee:
- Jerom, Odilon, professor Barabas, tante Sidonia, druïde, dorpelingen, Joe Baltimore, Amerikaanse filmploeg, Sam, Gwenlan

## Het verhaal
De vrienden zijn op doorreis in Bretagne en komen bij een megalietenveld. De menhirs en dolmens zijn getuigen uit de grijze oudheid en Jerom vraagt zich af waarvoor ze dienden. Een druïde ziet het gezelschap en denkt dat ze bij de filmploeg van Joe Baltimore horen, hij schiet en de achterband van de motor ontploft. Odilon wordt gelanceerd en Jerom zet de achtervolging in, maar wordt besmeurd met rode verf en de druïde weet te ontkomen in een Amerikaanse auto. Odilon repareert de achterband en Jerom vliegt naar Locornan om een hotel te bespreken. Er worden folkloristische volksdansen opgevoerd op het dorpsplein en Joe Baltimore maakt er filmopnames. Als Jerom landt, vluchten de bijgelovige Bretoense dorpelingen. Ze denken dat Ankou gearriveerd is. Gwenlan is de enige dorpeling die niet gevlucht is en verklaard dat er een legende bestaat over een gele duivel. Joe Baltimore stuurt Sam op Jerom af, maar Jerom wint en Sam komt in de droogstaande waterput terecht. Even later arriveren professor Barabas, tante Sidonia en Odilon ook in het dorp.

Professor Barabas vertelt Joe dat Jerom niet de duivel is en Gwenlan speelt op zijn biniou. De dorpelingen komen aarzelend terug, want volgens de legende kan Ankou niet langer dan 5 minuten naar de biniou luisteren zonder zelf te gaan dansen. De reidansen worden hervat en Joe laat zijn filmploeg weer opnames maken. Odilon vindt hier niks aan en loopt het dorp in en gaat pannenkoeken eten. Na het eten gaat hij onder een boom slapen. De druïde ziet hem slapen en schildert een rode vijfpuntige ster op zijn borst. Als Odilon het dorp weer inloopt, vluchtend de dorpelingen opnieuw. De vijfpuntige ster, ook wel druïdenvoet of druïdenster genoemd, is het teken van Belenos. Joe biedt het dubbele bedrag als de dorpelingen weer willen dansen, want hij moet met een film terugkeren naar huis. 's Nachts komt de druïde naar het dorpsplein en tekent op alle deuren het zonneteken van de vijfpuntige ster. Jerom betrapt hem en trekt zijn nepbaard af. Odilon probeert te helpen en schiet een slaapgasprojectiel af, maar raakt per ongeluk Jerom en de druïde kan ontkomen. De volgende ochtend zien de dorpelingen de tekens op de deuren en er ontstaat paniek. Men denkt dat het dorp behekst is en de bevolking wil het dorp verlaten. Gwenlan en professor Barabas proberen de dorpelingen gerust te stellen en Joe Baltimore wil doorgaan met filmen. Als er ook nog een luchtballon met het teken boven het dorp verschijnt, wordt het de dorpelingen te veel en ze vertrekken naar een naburig dorp.
Odilon en Jerom gaan met de motor de omgeving verkennen en zien de Amerikaanse auto achter een menhir verstopt. De auto ontploft, maar Odilon en Jerom blijven ongedeerd. Dan ziet Jerom een spoor van verfspatten en hij breekt een dolmen af, maar kan de druïde niet ontdekken. Na enkele dagen keert de bevolking weer terug en Joe biedt naast een vergoeding ook cider aan als de mensen weer meedoen aan zijn film. Gwenlan stelt voor om de optocht der bloempotten, het traditionele lentefeest, uit te beelden. De druïde klimt op een dak en schiet op de mensen, waarna ze weer wegvluchten. Jerom zet de achtervolging in, maar wordt door een traangasgranaat tegengehouden. De druïde vlucht via de droogstaande waterput. Door deze actie weet de bevolking echter dat het niet om Ankou gaat en ze organiseren een klopjacht. Gwenlan herinnert zich dat je via de waterput in een geheime ondergrondse schuilplaats kan komen en in de oorlog is deze nog gebruikt door de bevolking. Jerom kan de druïde overmeesteren en Joe herkent Roy Blackson, een cameraman die door hem is ontslagen. Roy heeft spijt en Joe besluit hem toch weer aan te nemen als cameraman. De volgende dag starten de opnames in het dorp weer en de Morotari-vrienden maken zich klaar om te vertrekken.